# 红细胞增多症
红细胞增多症（英語：Polycythemia）是一种疾病状态，指的是外周血中的血细胞压积（即血液中红细胞的体积分数）和/或血红蛋白浓度升高。
此种状况可能是由于红细胞数量增加 ，即绝对性红细胞增多症；抑或是血浆容量减少，即相对性红细胞增多症。
红细胞增多症急症（如出现高粘血症或形成血栓）的治疗是放血疗法，即从循环系统中抽出部分血液。基于病因的不同，有时也考虑定期治疗性放血来降低血细胞比容。羟基脲等骨髓抑制药物亦可用于红细胞增多症的长期治疗。

## 绝对性红细胞增多症
红细胞的过度生成可能原发于骨髓（所谓的骨髓增殖性疾病），也可能是人体对长期缺氧的反应，少数情况下还可能是恶性肿瘤所致。而另一种可能是过量红细胞通过其他的来源进入体内——例如，过度输血（意外或是故意增血）或是在作为妊娠期双胎输血综合征中的受者。 

### 原发性红细胞增多症
原发性红细胞增多症是由红细胞前体细胞内部因素造成的。真性红细胞增多症(英語：Polycythemia vera，PCV)是由于异常的骨髓生成了过量的红细胞，通常同时也会生成过量的白细胞和血小板。PCV被归类为骨髓增生性疾病，可能的症状包括头痛和眩晕，体格检查可注意到肝脾肿大。在一些病案中，患者会伴发相关疾病，如高血压或血栓形成，罕有转化为急性白血病。主要的治疗方法是放血疗法。红细胞增多症的标志是血细胞比容（Hct）的升高，83%的患者的血细胞比容> 55%。在 95% 的PCV病例中发现了JAK2基因的体细胞突变（V617F），这一突变也见于其他骨髓增殖性疾病中。
不同于获得性PCV涉及骨髓增殖性病变，原发性家族性先天性红细胞增多症（英語：Primary familial and congenital polycythemia，PFCP）是一种良性的遗传性疾病。在许多家庭中，PFCP是由于促红细胞生成素受体基因EPOR的常染色体显性突变所致。PFCP可使血液的携氧能力提高 50%。滑雪运动员埃罗·曼蒂兰塔即患有PFCP，这使他在耐力项目中具有很大优势。

### 继发性红细胞增多症
继发性红细胞增多症，起因于促红细胞生成素自然或人为增多，从而引起红细胞的生成增加。患者每立方毫米血液中红细胞个数约为600至800万个，偶有达到900万个。原发病因得到治疗后，继发性红细胞增多症就会随之消退。 
促红细胞生成素生理性增加，而引发继发性红细胞增多症称为生理性红细胞增多症。可能的条件包括：
- 海拔相关——这种生理性红细胞增多症是对生活在高海拔地区的正常适宜性变化（参见：高原反应）。许多运动员在高海拔地区训练以利用这种效应，可以说是一种合法的增血疗法。一些人认为患有原发性红细胞增多症的运动员耐力更强，故而具有竞争优势。然而由于该疾病存在多种并发症，这一点尚未得到证实。
- 缺氧疾病相关——例如血氧水平显著降低的紫绀型心脏病，慢性阻塞性肺病等缺氧性肺病以及慢性阻塞性睡眠呼吸暂停。
- 医源性——继发性红细胞增多症可通过采血人为引发，即抽取血液后将浓缩的红细胞输注回体内。
- 遗传——继发性红细胞增多症也存在遗传因素，且与血红蛋白氧释放异常有关。例如一些患者体内有一类名为Hb Chesapeake的特殊血红蛋白。与正常成人血红蛋白相比，此种血红蛋白对氧分子具有更强的亲和力。这会减少向肾脏的氧供应，导致促红细胞生成素产生增加，导致红细胞增多症。血红蛋白Kempsey也能产生类似的临床表现。这些情况相对不常见。

非生理性适应造成，且与人体需求无关的继发性红细胞增多症包括： 
- 肿瘤——肾细胞肾癌或肝肿瘤、希佩尔-林道综合征，以及内分泌异常，如嗜铬细胞瘤和伴有库欣综合征的肾上腺腺瘤。
- 使用合成同化类固醇而导致睾酮水平高的人群，包括类固醇滥用的运动员，或因性腺功能低下症或变性激素替代疗法而接受睾酮替代治疗的人，可能会发生继发性红细胞增多症。
- 增血（血液兴奋剂）——一些耐力运动员服用促红细胞生成素刺激剂，接受血液输注，或是采取其他措施增加红细胞量以提升机体的氧气转运能力。他们会有继发性红细胞增多症。[9]

### 氧浓度感知异常
下列三个基因的遗传性突变都会导致缺氧诱导因子的稳定性增加，从而造成促红细胞生成素产生增加，引发红细胞增多症： 
- 楚瓦什红细胞增多症是一种常染色体隐性遗传的红细胞增多症，在俄罗斯楚瓦什共和国地方性流行。 Chuvash 红细胞增多症与von Hippel-Lindau基因（VHL）纯合的C598T突变的有关。缺氧诱导因子的氧分子存在时会被破坏，而这一过程需要VHL基因的参与。[10]在其他人群中也发现了楚瓦什红细胞增多症患者群体，例如位于意大利那不勒斯湾的伊斯基亚岛。[11]
- PHD2红细胞增多症：PHD2基因杂合的功能丧失性突变与常染色体显性红细胞增多症，以及缺氧诱导因子活性增加有关。[12][13]
- HIF2α红细胞增多症：HIF2α的功能获得性突变与常染色体显性红细胞增多症[14]及肺动脉高压有关。[15]

## 相对性红细胞增多症
相对红细胞增多症表观上呈现出血液中红细胞水平升高，但根本原因是血浆减少（血容量不足，参见：脱水）。相对性红细胞增多症通常由体液流失引起，如烧伤、脱水等。Gaisböck综合征一种特定的相对红细胞增多症类型，患者高血压引发血浆量容量下降，导致红细胞计数相对增加，该病多见于肥胖男性。 

## 症状
临床上认为对于真性红细胞增多症患者而言，可能直到疾病晚期才会表现出明显的症状。下列症状欠清晰，但能够帮助患者在病程早期及时识别。
- 剧烈头痛
- 头晕、乏力和疲倦
- 异常出血，流鼻血
- 疼痛
- 瘙痒
- 身体不同部位麻木或刺痛[17]

## 知名患者
- 埃罗·曼蒂兰塔，芬兰越野滑雪运动员
- 鲍勃·纽哈特，美国喜剧演员[18]